# Paravulsor
Paravulsor is een monotypisch geslacht van spinnen uit de  familie van de Ctenidae (kamspinnen).

## Soort
- Paravulsor impudicus Mello-Leitão, 1922